# 特別仕様車

特別仕様車（とくべつしようしゃ）とは、自動車やオートバイの装備品等を充実させ、商品の魅力を高めたモデルのこと。期間限定や台数限定などの販売方法がとられることもある。特別限定車、スペシャルエディションとも呼ばれる。本稿では主に日本の自動車メーカーが日本で販売されている特別仕様車について述べる。

## 概要
- 廉価グレード、もしくは最量販グレードを用い[注 1]、エンジンやシャシーなどの基本性能は落とさず、オプションの追加装備、新色および専用色の設定などが行われる。中には似たような内容で数度にわたりリリースされるものや、カタログモデルに「昇格」する仕様も珍しくない[注 2]。
- 市場調査が目的の場合や、カタログモデルとするほどの数は見込めないが、確実に潜在的需要が存在する色や仕様を限定的に販売する場合もある。また、いわゆる「ピンククラウン・空色のクラウン・若草色のクラウン」や「日産・シルフィ Sツーリング」などのようにそのクルマのキャラクターから考えると通常ではまったくあり得ない仕様を設定し、話題喚起を狙う場合もある。
- 新車発売後2 - 3年経過した時点で、販売面でのテコ入れのために設定されることが多い。しかし不人気車の場合は1年を経たずに設定されたり、または販売モデル終了直前を記念し設定[注 3][1]（例:ファイナルバージョン）したり、場合によってはモデルライフ終了まで全く設定されないケースもある。設定される際、全国共通の特別仕様車として発売したり、全国規模ではないグループ規模、あるいは地区や地域の店舗やディーラーオリジナル（例:◯◯店特別仕様車）として販売したり、更には別の新たな名前を付けて販売したりと様々である。
- 社会的な背景やトピックを元に販売される仕様車（例：阪神タイガース優勝仕様車）やCMキャラクター名を冠した仕様車[注 4]も存在する。
- 企業や団体が一括購入の際に設定される特別仕様車も存在する[注 5]。
- 1970年代後半に、トヨタ・セリカの特別仕様車「ブラックセリカ」が登場。これ以降、トヨタではスポーツモデルの生産終了時に「黒」の限定モデルを設定するようになった。
- 他企業とのタイアップで企画された場合は、名称に相手ブランドを冠する場合がある[注 6]。また、フィアット・500の場合、アニメ「ハナヤマタ」とのコラボによる「フィアット・500 ツインエアポップ ハナヤマタエディション」も存在する。
- SUVやワンボックス車、ミニバンなどでレジャーユースを狙った季節限定車が企画・発売されることがある[注 7]。
- モータースポーツ参戦のためホモロゲーションを取得するために販売される競技仕様車（ホモロゲモデル）も広義の特別仕様車といえる[注 8]。

### 記念限定車
- 「○周年記念」、「生産累計○万台突破」、「カー・オブ・ザ・イヤー受賞」、といったかたちで特別仕様車が発売されるケースも多い。車種ごとに発売するケースが多いが、主に日産自動車の場合、1983年に創業50周年記念限定車を各取り扱いチャネル毎（日産店、モーター店、プリンス店、サニー店、チェリー店）に発売し、話題となった。
- 生産・販売終了に伴う特別仕様車が登場するケースが存在する[注 3]。
- モータースポーツで活躍している車種の場合は、参戦するカテゴリで優勝、または年間タイトルを獲得したときに企画・発売されることが多い。単にデカールやアクセサリー程度の差異ものから、特別なチューニングを施したり、カラーリングに実際の競技車両と同じデザインを設定するものまである[注 9]。

### 地域限定車
- 前述のように1985年に関西地区限定で発売されたダイハツ・ミラの阪神タイガース仕様車が元祖といわれている。
- 1993年にはJリーグがスタートし、各クラブの親会社が自動車メーカーだったこともあり、Jリーグ仕様が限定発売された。代表的なものとしては、浦和レッズ仕様の三菱・リベロレッズバージョンがある。また傘下にJリーグチームを持たないホンダも静岡県のプリモ店限定で清水エスパルス仕様のシビックを販売していた。
- ディーラーがカタログモデルをベースに、独自に特別仕様車を設定する例[注 10]が多く、特に地方ではユニークなネーミングのご当地向け仕様車の存在も少なくない。その一例としてトヨタカローラ秋田、および秋田三菱自動車販売が企画した秋田県限定販売車種の数々があり、2016年現在の時点での例を挙げると、前者の場合はトヨタ・カローラアクシオ（E160型）の「なまはげ」（「1.3X」がベース）、後者の場合は三菱・eKワゴン/eKスペースの「eーべ（いーべ）」（前期型はいずれも2WD、4WD共に「M」がベースだったが後期型はeKワゴンの2WDは「E」がベース、4WDは「M」がベース、eKスペースは2WD、4WD共に「E」がベースとなる）などがこれに該当する。尤も、トヨタカローラ秋田ではかつては数多くのご当地仕様車を販売していた。以下はトヨタカローラ秋田における地域限定特別仕様車のその一部である。
  - 1984年〜1985年まで設定されていたトヨタ・カローラセダン「おばこ」（E80型セダンの1300cc車がベース）
  - 1985年〜2006年、および2013年〜2015年まで設定されていた同カローラセダン→カローラアクシオ「なまはげ」（E80型〜E120型セダン、およびE160型アクシオの各1300cc車がベース）
  - 1983年〜1990年まで設定されていたトヨタ・カムリ「竿灯」（V10型・V20型の1800cc車がベース）
  - 1984年〜1990年まで設定されていたトヨタ・カローラII「おばこ」（L20型・L30型の1300cc車がベースとなっている）
  - 1983年〜1986年まで設定されていた同カローラII「秋田犬」（L20型の1300cc車がベース）
  - 1998年〜1999年まで設定されていた同カローラII「こまち」（L50型の1300cc車がベース）
  - 2006年〜2012年まで設定されていたトヨタ・ベルタ「こまち」（後期型の「1.0X」および「1.3X」がベース）
- その他、スバルディーラー独自のカスタマイズカーも販売され、富士スバル株式会社による、 富士スバル限定カスタマイズカー 「スバル・WRX STI TC380」[2]や、千葉スバルによる、千葉スバル40周年特別仕様車「C01F」[3]などが販売された。

### 女性仕様車、その他仕様車
- 1960年代には、ダットサン・ブルーバードにオルゴールなどを特別装備した「ファンシーデラックス」が登場。これが女性仕様車の元祖となる。
- 1980年代までは軽自動車や小型乗用車に設定されていたが、1990年代以降は特別仕様車としての発売がほとんどなくなった。これは、スズキ・アルトラパンなど、女性をターゲットとした専用車種が登場したことや、感性が大きく変わり、従来見られたパステルカラーやカラフルな色調が受け入れられなくなったことが理由に挙げられる[4]。
- タイアップやコラボレーションとしては、ダイハツ・ムーヴやミラのハローキティ仕様や、伊東美咲の提案により販売されたマツダ・デミオスターダストピンクなどがある。特別仕様車ではなくパッケージオプションだが、三菱・ミラージュ（6代目）にもハローキティパッケージが設定された。
- 特別仕様車からカタログモデルに昇格した例として、日産・マーチの「i・Z」、ホンダ・フィット（ハイブリッドを含む）の「She's」やトヨタ・スターレットの「ソレイユ」、トヨタ・カローラフィールダー、およびトヨタ・カローラアクシオ（いずれもハイブリッドを含む）の各「W×B」（後にカローラスポーツを除くシリーズ12代目のカローラシリーズ(カローラセダン/カローラツーリング)にグレード名を継承）などがある。